# Joaquín Castañeda
Joaquín Castañeda fue un político peruano. 
Fue miembro suplente del Congreso Constituyente de 1822 por el departamento de La Libertad. Dicho congreso constituyente fue el que elaboró la primera constitución política del país.